# Sekretarka
Sekretarka (Секретарка en rus) - és un poble de l'óblast de Penza, a Rússia, que en el cens del 2010 tenia 887 habitants.